# ابتهاج محمد
ابتهاج محمد (بالإنجليزية: Ibtihaj Muhammad)‏ لاعبة مبارزة شيش أمريكية، وإحدى عضوات فريق المبارزة شيش الأمريكي، فازت مع فريق بلادها بالميدالية الذهبية في بطولة العالم للمبارزة 2014 بقازان في روسيا، بالإضافة إلى 4 ميداليات برونزية في بطولات عالم سابقة، وتعد هي أول أمريكية مسلمة محجبة تشارك في الألعاب الأولمبية الصيفية 2016 في ريو دي جانيرو.

## نشأتها
ولدت في مدينة ماليبوود، بولاية نيوجيرسي الأمريكية، ولدت لعائلة أفريقية أمريكية تحولت إلى الإسلام، والدها ايجوين محمد هو شرطي متقاعد ووالدتها دينيس كانت معلمة في المرحلة الابتدائية ولديها اربع أشقاء، بدأت حياتها الرياضية في لعبة سلاح الشيش عندما كانت في عمر 13 عامًا، والتحقت بمدرسة كولومبيا الثانوية واستمرت في ممارسة اللعبة بها.

## حياتها الرياضية
بعد سنوات من التحاقها بلعبة سلاح الشيش، مارست لعبة سيف المبارزة في المدرسة العليا مع مدربها، وفي عام 2002 التحقت بمؤسسة بيتر ويستبروك، والتي ساهمت في تطوير امكانياتها ومهاراتها، وساعدتها في الالتحاق ببرنامج اللاعب الأولمبي في نيويورك حيث تدربت مع أحد اللاعبين الأولمبيين في اولمبياد 2000 بسيدني.
حصلت على منحة رياضية من جامعة ديوك وتخرجت عام عام 2007، وشاركت في 5 بطولات عالم في المبارزة بدأ من عام 2010.

## روابط خارجية
- ابتهاج محمد على موقع الاتحاد الدولي للمبارزة (الإنجليزية)
- ابتهاج محمد على موقع اللجنة الأولمبية الدولية (الإنجليزية)
- ابتهاج محمد على موقع أوليمبيديا (الإنجليزية)